# 66-та вулиця (Мангеттен)
66-та вулиця (англ. 66th Street) — перехресна вулиця в боро Нью-Йорка Мангеттен, із частинами на Верхньому Іст-Сайді та Верхньому Вест-Сайді, з’єднаних через Центральний парк через поперечну 66-ту вулицю. Захід 66-ї вулиці відомий тим, що між Бродвеєм і Колумбус-авеню розташований Лінкольн-центр сценічних мистецтв.

## Опис
Вулиця йде на захід, хоча парні вулиці на Мангеттені зазвичай йдуть на схід. Її східний кінець на Верхньому Іст-Сайді на Йорк-авеню навпроти Університету Рокфеллера. На П'ятій авеню вулиця входить у Центральний парк на 66-й вулиці, що проходить поперек парку, розділяючи його з транспортом у східному напрямку. Захід 66-ї вулиці проходить через підрозділ Верхнього Вест-Сайду під назвою Лінкольн-сквер. Перетнувши Вест-Енд-авеню, вулиця закінчується на Ріверсайд-Бульварі в районі Ріверсайд-Саут.